# Anatolijski jezici
Anatolijski jezici čine skupinu izumrlih indoeuropskih jezika koji su se u vremenima prije Krista govorili na području Anatolije ili Male Azije. Unatoč starosti, otkriveni su tek u kasnom 19. i početkom 20. stoljeća. 
Najpoznatiji među ovim jezicima jest hetitski, jezik Hetitskoga Carstva. Zahvaljujući hetitskome arhivu u Hatuši otkriveni su tekstovi ne samo na hetitskome, nego i na mnogim drugim anatolijskim i neindoeuropskim jezicima kao što je hatski. Porodica obuhvaća i luvijski (klinopisni i hijeroglifski), licijski u Liciji, karijski u Kariji (sjeverozapadno od Licije), pizidijski u Pizidiji (sjeverno od Licije), sidetski, palajski i lidijski (središnji dio zapadne Turske). Godine 2023. otkriven je još jedan anatolijski jezik: kalašamski.
Anatolijski jezici su se najvjerojatnije odcijepili od inih indoeuropskih jezika prije ostalih pa nemaju nekih njihovih karakteristika koje ostali imaju (poput sustava triju rodova). Edgar H. Sturtevant je smatrao da su anatolijski jezici nastali od indohetitskog prajezika što bi bio predak kasnijega indoeuropskoga prajezika iz kojega su se razvili svi ostali indoeuropski jezici i anatolijskoga prajezika iz kojega su se razvili anatolijski jezici.
U indoeuropeistici su vrlo važni jer potvrđuju laringealnu teoriju po kojoj je indoeuropski prajezik imao skupinu laringealnih glasova pod čijim su se utjecajem mijenjali samoglasnici. Hetitski je naime sačuvao glasove ḫ i ḫḫ, dok su neanatolijski indoeuropski jezici te glasove izgubili (moguća je iznimka aramejski).
Kronološki su podijeljeni na staroanatolijske (koji su se govorili u 2. tisućljeću pr. Krista) i novoanatolijske (1. tisućljeće prije Krista), a nestali su u vrijeme helenizma. Staroanatolijski su jezici: hetitski, klinopisni luvijski, hijeroglifski luvijski i palajski. Novoanatolijski su: licijski A i B, lidijski, karijski te vjerojatno slabo poznati pizidijski.
Genetska je podjela ovih jezika ipak ponešto drukčija. Smatra se da se hetitski može odvojiti u svoju vlastitu skupinu. Melchert odvaja i palajski i lidijski u posebne grane, a sve ostale svrstava u luvijsku grupu. Kloekhorst u svojoj ponešto detaljnijoj klasifikaciji odvaja hetitski od luvijsko-lidijske grupe iz koje potom izdvaja lidijski, a zatim i palajski. Ostali su jezici luvijski. Položaj jezika kalašma još nije jasan, ali vjerojatno pripada luvijskoj grani.